# جيمس دون
جيمس دون (بالإنجليزية: James Dunne)‏ هو لاعب كرة قدم بريطاني، ولد في 18 سبتمبر 1989 في Farnborough, London ‏ في المملكة المتحدة. لعب مع سانت جونستون وستيفيناغ بوروه وكامبريدج يونايتد ونادي أرسنال ونادي إكزتر سيتي ونادي بورتسموث ونادي ويمبلدون ونوتينغهام فورست.

## وصلات خارجية
- جيمس دون على موقع قاعدة بيانات كرة القدم.إي يو (الإنجليزية)
- جيمس دون على موقع Soccerbase.com (لاعب) (الإنجليزية)